# Зубатовщина
Зубатовщина, «поліцейський соціалізм» — назва, що закріпилася за одним із методів боротьби поліції Російської імперії з робітничим рухом напередодні революції 1905—1907 (за прізвищем ініціатора методу, жандармського полковника С.Зубатова). Суть методу полягала в тому, щоб під опікою царських властей і контролем поліції створювати робітничі організації ("товариства взаємодопомоги"), які б відвертали робітників від революційної боротьби. Політика "поліцейського соціалізму" провадилася царською владою, як правило, у великих промислових центрах, зокрема – Санкт-Петербурзі, Москві, Іваново-Вознесенську (нині м. Іваново, РФ), Сормово (нині р-н м. Нижній Новгород, РФ), Баку (нині столиця Азербайджану), Тулі (нині місто в РФ), Мінську (нині столиця Білорусі), Вільно (нині м. Вільнюс), Києві, Катеринославі (нині м. Дніпро), Одесі, Харкові, Миколаєві, Єлизаветграді (нині м. Кропивницький), Херсоні. Максимальна чисельність членів зубатовських і близьких до них робітничих організацій в Україні 1903 досягла 6–8 тис. осіб. Проте сподівання уряду на створення підконтрольного поліції робітничого руху не виправдалися. Так, під час загального страйку на Півдні Росії 1903 члени зубатовських "товариств взаємодопомоги" спочатку разом з поліцією намагалися придушити страйк, але згодом вийшли з-під контролю поліції й примкнули до страйкарів. Це привело до розвалу зубатовських організацій та їх заборони царським урядом. Своєрідним рецидивом З. 1905 була т. зв. гапонівщина (див. Г.Гапон).